# 라이즈 오브 더 로닌
《라이즈 오브 더 로닌》는 팀 닌자가 개발하고 소니 인터랙티브 엔터테인먼트가 배급한 2024년 액션 롤플레잉 게임이다. 플레이스테이션 5 플랫폼으로 제작돼 2024년 3월 22일 출시됐다.
19세기 막말 에도 시대 끝자락의 에도가 배경으로 보신 전쟁을 소재로 했다. 팀 닌자의 사장 야스다 후미히코가 기획했다.

## 개발
《라이즈 오브 더 로닌》은 2015년 경 개발이 시작됐으며 플레이스테이션 스튜디오스의 XDev가 협력했다.

### 내용주
1. ↑  영어: Rise of the Rōnin, 일본어: ライズ オブ ザー ローニン

### 참조주
1. ↑  Ivan, Tom (2022년 9월 20일). “Sony XDev is working with Team Ninja on Rise of the Ronin”. 《Video Games Chronicle》. 2023년 2월 23일에 확인함.